# Tim Sparv
Tim Sparv (ur. 20 lutego 1987 w Oravais) – fiński piłkarz wywodzący się z mniejszości szwedzkojęzycznej, występujący na pozycji pomocnika w fińskim klubie Helsingin Jalkapalloklubi oraz w reprezentacji Finlandii. Uczestnik Mistrzostw Europy 2020.

## Kariera klubowa
Treningi rozpoczął w wieku 6 lat w klubie Norvalla FF. W 2003 przeszedł do juniorskiej ekipy angielskiego Southamptonu. W 2006 został włączony do jego pierwszej drużyny. W jej barwach nie zagrał jednak ani razu.
W 2007 odszedł do szwedzkiego Halmstads BK. W Allsvenskan zadebiutował 9 kwietnia 2007 w wygranym 2:1 meczu z Helsingborgiem. W 2008 przebywał na wypożyczeniu w fińskim Vaasan Palloseura. Potem powrócił do Halmstadu. 19 października 2009 w wygranym 1:0 spotkaniu z Hammarby IF strzelił pierwszego gola w Allsvenskan.
W sierpniu 2009 podpisał obowiązujący od 1 stycznia 2010 kontrakt z holenderskim FC Groningen. W Eredivisie pierwszy mecz zaliczył 7 marca 2010 przeciwko VVV Venlo (1:0). 14 sierpnia 2010 w zremisowanym 1:1 pojedynku z AZ Alkmaar zdobył pierwszą bramkę w Eredivisie. W maju 2013 podpisał trzyletni kontrakt z SpVgg Greuther Fürth, a w lipcu 2014 podpisał czteroletni kontrakt z FC Midtjylland, z którym w sezonie 2014/2015 wywalczył mistrzostwo Danii.
W 2015 został uznany piłkarzem roku w Finlandii przez Suomen Palloliitto.

## Kariera reprezentacyjna
W reprezentacji Finlandii zadebiutował 4 lutego 2009 w przegranym 1:5 towarzyskim meczu z Japonią.